# Konrad Döring (Schriftsteller)
Konrad Döring (geboren am 6. September 1877 in Berlin; gestorben am 30. November 1946 ebenda) war ein deutscher Schriftsteller und Übersetzer.

## Werke
- Die Dollarprinzessin. Roman. 1908.
- Fremdes Gut. Roman. 1908.
- Der Millionenschreck. Roman. 1909.
- Nicolay und Sohn. Roman. 1910.
- Die Krondiamanten. Roman. 1911.
- Schleswig-Holstein meeumschlungen. Roman. 1913.

Übersetzungen:
- Marialouise Uchelen: Nacht in Makao. Scherl, Berlin 1936.